# 陸桂祥
陸桂祥，號竹天，本籍江蘇松江人，交通大學畢業。他於1945年10月擔任台灣省行政長官公署官員。1946年2月16日，他接任連震東，擔任臺北縣縣長。
1946年5月15日陸桂祥於縣長任內函文向臺灣省行政長官公署揭發基隆區署區長裘伯紀貪污，呈請將裘撤職查辦，同年8月27日上海一家小報《前線日報》在第五版載台灣通訊「台北縣長陸桂祥貪污竟達四萬萬」：「渠到任不久，即盜賣台北縣政府之配給布達二萬七千萬元，盡入私囊。侵吞日籍教職員二三兩個月薪津七千八百萬元左右；苛扣台北縣五千教職員三個月薪津九千萬元，走私經商牟利。」此缺乏識的消息很快由臺灣幾家報紙轉載，打上「？」將信將疑，《和平日報》臺灣版採訪課長丁文治報導疑似被台灣仕紳指控他私吞五億元台幣的重大貪污案件。9月10日，陸桂祥在台北縣政府會議室的記者會回答記者的提問：「本府會計賬目簿冊齊全，隨時由省會計處派員檢查，又本府公庫制度，早經成立，任何人不能動用款項，非法收支也。」此次上海《聯合晚報》等刊登的記事，係原基隆區署長裘某所為，他曾有舞弊70萬元，由縣長揭發。陸桂祥解釋：「探悉裘區長有舞弊後，即派人調查，其後判明舞弊七十萬元，從調查結果報告長官公署，省公署，對於裘區長先撤辦，等候查辦。」。此案完全是人身攻擊，但關於陸桂祥的謠言至今仍在權威學術圈內引用，指為二二八事件的遠因之一。
1946年11月，陸桂祥邀集地方仕紳召開「臺北縣修志委員會會議」，決議建請臺灣省行政長官公署纂修省志，為中華民國接收臺灣後倡議修地方志之先聲。
1947年5月，陸桂祥請辭臺北縣縣長獲准。1948年8月1日以上海市民食調配委員會委員身分兼任上海市民食調配處處長。